# Cryptocephalus ayvazi
Cryptocephalus ayvazi là một loài bọ cánh cứng trong họ Chrysomelidae. Loài này được Gok & Sassi miêu tả khoa học năm 2002.